# Orliénas
Orliénas é uma comuna francesa na região administrativa de Auvérnia-Ródano-Alpes, no departamento de Ródano. Estende-se por uma área de 10,42 km². Em 2010 a comuna tinha 2 516 habitantes (densidade: 241,5 hab./km²).